# Zdzisław Pągowski
Zdzisław Pągowski (ur. 4 sierpnia 1909 w Łowiczu, zm. 15 sierpnia 1976 w Warszawie) – polski artysta malarz, przedstawiciel postimpresjonistycznego realizmu i koloryzmu, twórca obrazów olejnych, akwareli, rysunków, malowideł, plakatów, druków, pieczęci, ekslibrisów, projektant rzeźb i pomników, tablic pamiątkowych, sztandarów i ornatów, liternik, scenograf, popularyzator sztuki i działacz społeczny, miłośnik Łowicza i Ziemi Łowickiej.

## Życiorys

### Lata przedwojenne – edukacja i wczesna twórczość

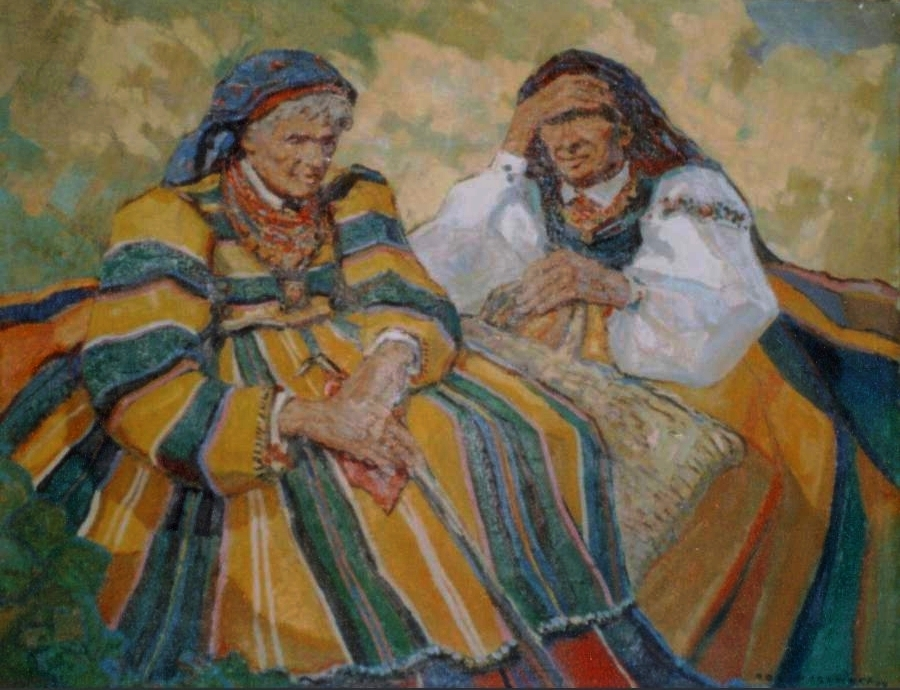
Łowiczanki

Zdzisław Dominik Pągowski urodził się w rodzinie mieszczańsko-rzemieślniczej. Był drugim z synów Jadwigi z Kocentów i Stanisława Pągowskiego. W Łowiczu uczęszczał do szkoły podstawowej i Państwowego Gimnazjum Męskiego im. Ks. Józefa Poniatowskiego. W gimnazjum nauczycielem rysunku był malarz łowicki Aleksander Krawczyk, który zauważył jego ponadprzeciętne zdolności plastyczne i zasugerował mu podjęcie studiów w warszawskiej Szkole Sztuk Pięknych im. Wojciecha Gersona. Sugestia ta została wsparta przez matkę Zdzisława, której brat był kowalem artystycznym w Warszawie (wykuwał m.in. kraty do pomnika Mickiewicza).
W roku 1929 Zdzisław Pągowski rozpoczął studia w warszawskiej Szkole Sztuk Pięknych im. Wojciecha Gersona, gdzie w roku 1932 otrzymał I nagrodę prof. Edwarda Okunia, za akwarele wykonane na Kresach. Nagrodą był bezpłatny wyjazd na plener do Płocka. W Szkole Gersona uczył się malarstwa i rysunku w pracowniach prof. F.S. Kowarskiego i prof. L. Pękalskiego, przez którego zostaje następnie skierowany do Szkoły Sztuk Zdobniczych i Malarstwa w Warszawie, aby u prof. Szulca studiować dodatkowo malarstwo ścienne.

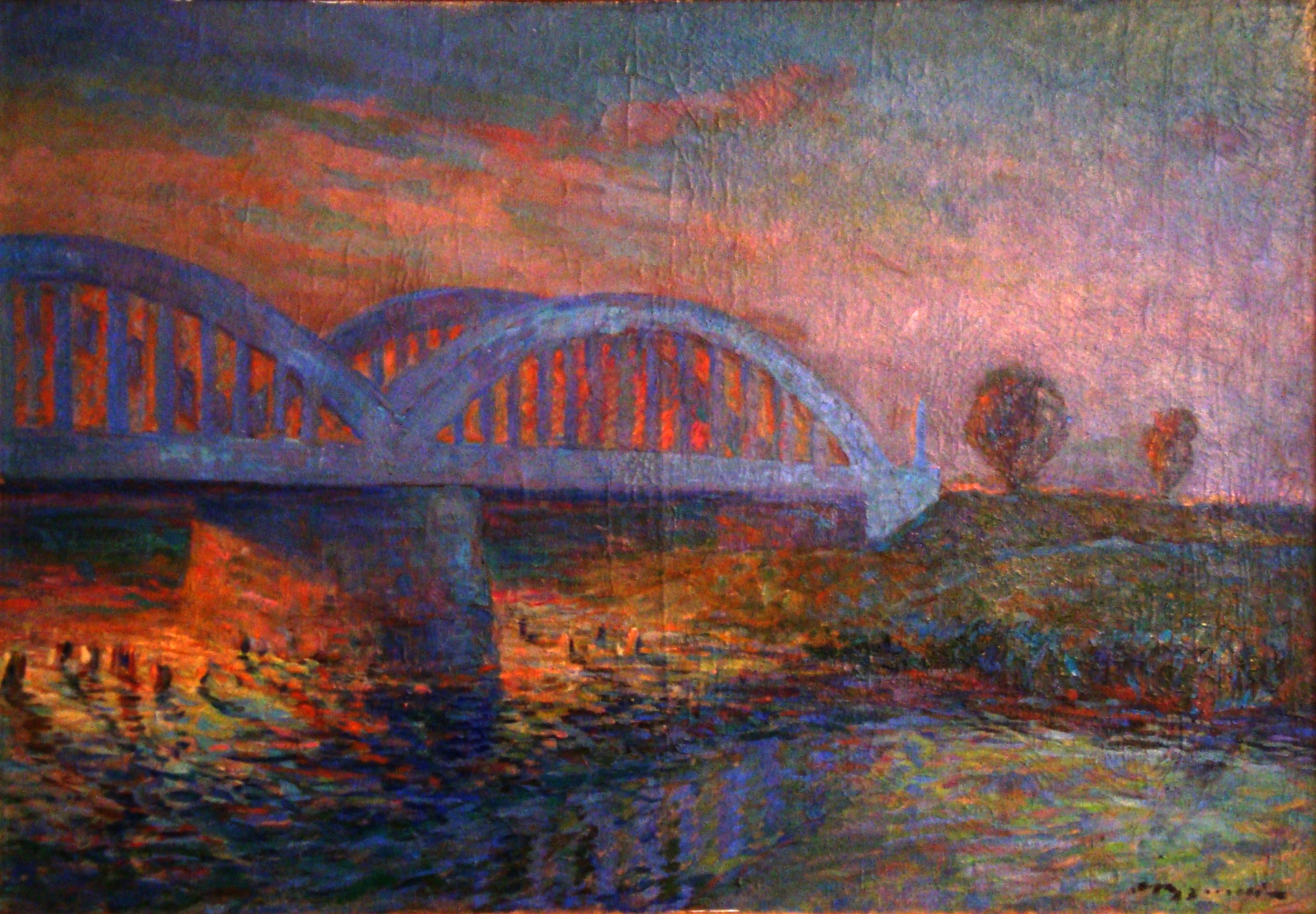
Most Warszawski w Łowiczu (obecnie już nieistniejący)

W roku 1934 wstąpił na Akademię Sztuk Pięknych w Warszawie. W roku 1936 otrzymał tam I nagrodę od prof. J. Czajkowskiego za akwarele, w tym samym roku zdobył również I nagrodę od prof. F. Rolińskiego, a w roku 1939 I nagrodę od prof. Jastrzębowskiego za projekt kropielnicy oraz II nagrodę za projekt polichromii w kościele św. Teresy w Warszawie. Akademię Sztuk Pięknych kończy z wyróżnieniem latem 1939 roku, w przeddzień wybuchu II wojny światowej.
W roku 1945 otrzymał od Bonawentury Lenarta propozycję pracy dydaktycznej w charakterze wykładowcy na Akademii Sztuk Pięknych w Warszawie, której jednak nie przyjął, gdyż nie chciał przeprowadzić się do Warszawy z Łowicza.
W kręgach rodzinnych Zdzisława Pągowskiego znana jest również anegdota, w której Eryk Lipiński (słynny karykaturzysta, rówieśnik Zdzisława), napotkawszy go po wojnie w Warszawie przechadzającego się po mieście z małżonką, pada mu do stóp, oddając „hołd” jako koledze, który udzielił mu nieocenionej pomocy przed egzaminem na ASP, pomagając poprawić rysunek ręki w akcie kobiecym.

### Okres II wojny światowej
W okresie okupacji Zdzisław Pągowski przebywał w Łowiczu, gdzie pogłębiał wiedzę o malarstwie, a jednocześnie zajmował się pracami konserwacyjnymi w kościołach, malował portrety na prywatne zamówienia, tworzył ekslibrisy i pracował u kamieniarza Prusa. Został również wysłany przez Niemców do przymusowej pracy w Bolimowie w okolicach Łowicza, gdzie powstały m.in. szkice z natury przedstawiające kopanie rowów przeciwczołgowych pod Bolimowem. Prace z tego okresu pokazują również zniszczenia miasta spowodowane działaniami wojennymi, obóz pracy przymusowej w Małszycach, szkice przedstawiające żołnierzy, przemarsz wojsk i wiele innych. W roku 1947 na wystawie w Łowiczu zaprezentował dorobek z tego okresu.

### Lata powojenne

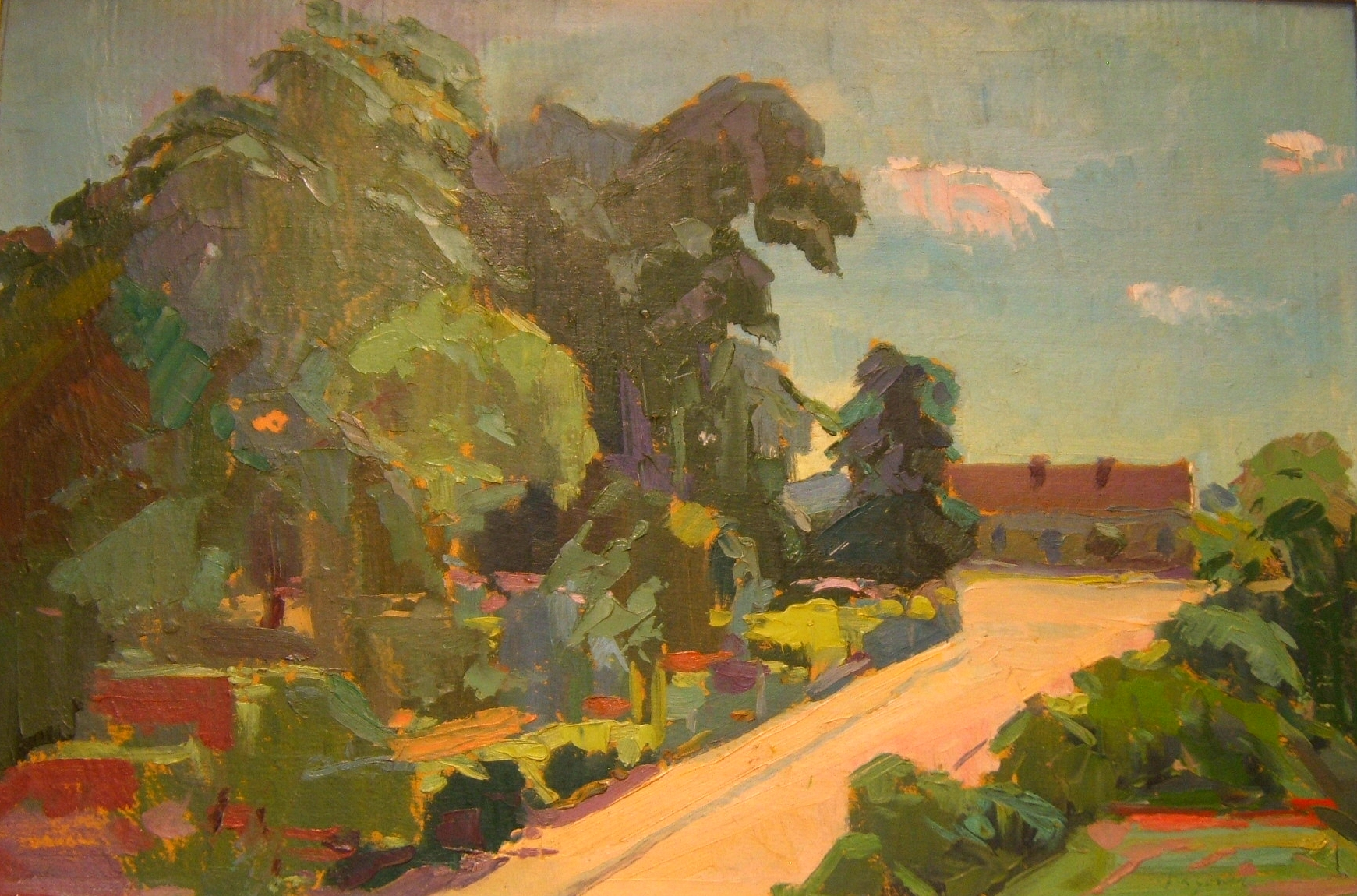
Ulica Magazynowa w Łowiczu

W roku 1945 otrzymał I nagrodę w konkursie na projekt pomnika w Łowiczu, a następnie I nagrodę w konkursie na projekt pomnika w Skierniewicach. Burmistrz Łowicza Eugeniusz Konopacki zamówił również u niego portret Wiktorii z Sabiny, patronki Łowicza, do umieszczenia na ołtarzu wznoszonym na frontonie ratusza w Boże Ciało. W tym samym roku, 24 listopada Zdzisław Pągowski wziął ślub z Haliną Wojdą, córką znanego łowickiego rzemieślnika, mistrza cechu stolarskiego Antoniego Wojdy. Żona pozostawała do końca życia artysty jego najbliższą towarzyszką i inspiracją wielu dzieł, w tym licznych portretów.

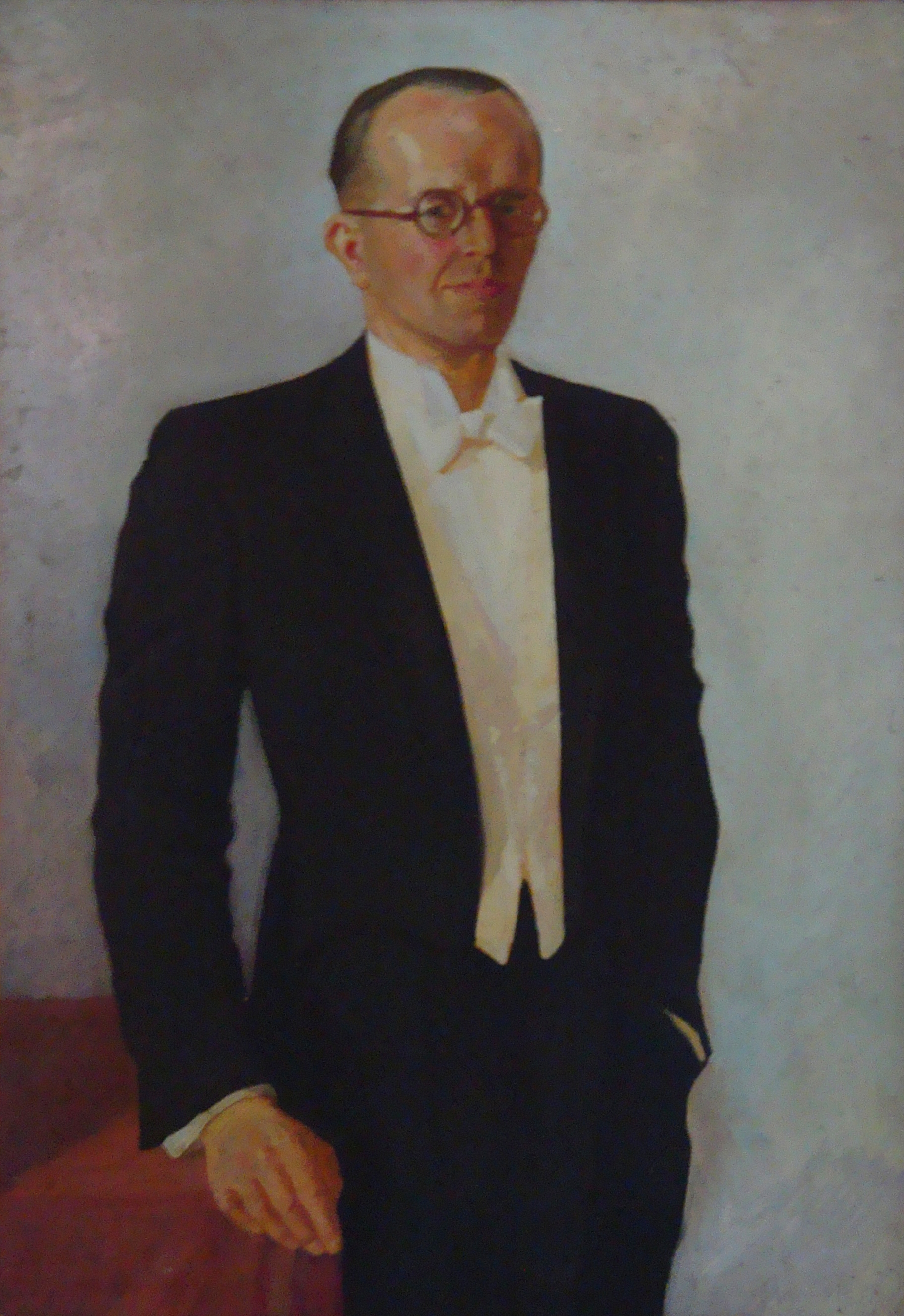
Portret Maurycego Klimeckiego

W roku 1948, na zaproszenie radcy miejskiego Maurycego Klimeckiego, został kierownikiem Wydziału Kultury Urzędu Powiatowego w Łowiczu (włączającego Skierniewice i Rawę Mazowiecką). W kolejnych latach prezentował swoje prace na krajowych wystawach plastycznych w Warszawie, Radomiu i Łodzi. W roku 1950 został członkiem Związku Polskich Artystów Plastyków (okręg łódzki). W tym samym roku otrzymał III nagrodę Ministerstwa Obrony Narodowej za plakat oraz III Nagrodę Wydziału Kultury miasta Łodzi.
Pracował w tym czasie jako kierownik artystyczny spółdzielni Sztuka Łowicka, projektując i organizując 27 wystaw sztuki ludowej na zlecenie Urzędu Wojewódzkiego w Łodzi. W latach 1958–1960 otrzymał nagrody Działu Ochrony Zabytków Ministerstwa Kultury i Sztuki. W tym czasie był również członkiem Komisji Kultury Wojewódzkiej Rady Narodowej w Łodzi. W roku 1959 otrzymał I Nagrodę Województwa Łódzkiego za działalność artystyczną i społeczną.
Zarówno w tym okresie, jak i później, projektował i wykonywał ekslibrisy dla łowickich księgozbiorów oraz znaki graficzne dla łowickich imprez i wydarzeń kulturalnych, zakładów przemysłowych oraz organizacji społecznych.

### Lata 60. i 70. XX w.

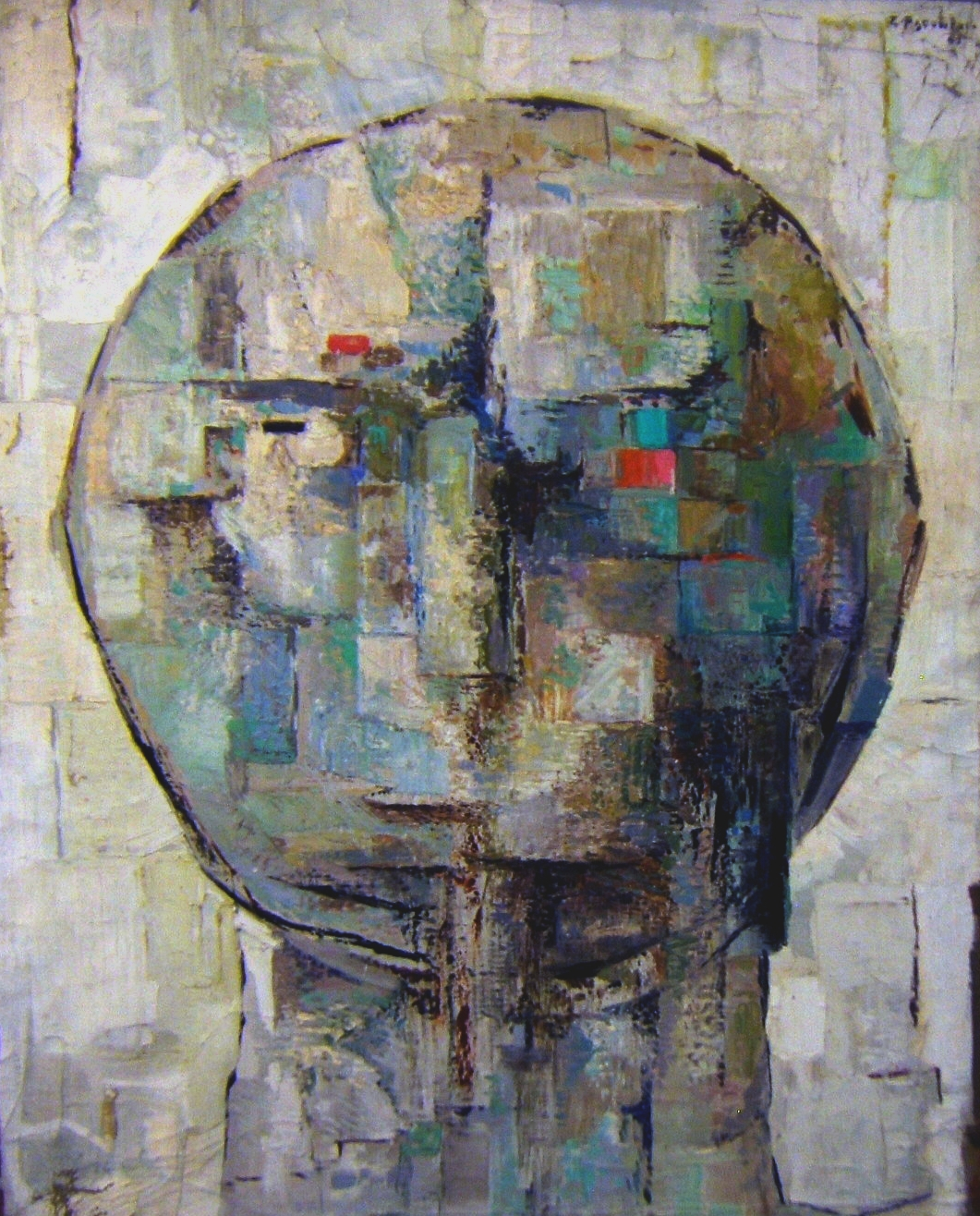
Montezuma

Od wczesnych lat 60. XX w. był aktywnym członkiem Towarzystwa Przyjaciół Muzeum w Łowiczu, inicjując i współorganizując w latach 1961–1972 doroczne wystawy plastyczne artystów łowickich. W roku 1970 otrzymał Medal 25-lecia ZPAP okręgu łódzkiego oraz Honorową Odznakę Społecznego Opiekuna Zabytków. W roku 1973 otrzymał również Honorową Odznakę WRN w Łodzi.
W 1970 przeszedł na rentę inwalidzką z powodu zawodowej choroby nóg, lecz nie zaprzestał intensywnych działań twórczych. Kilka lat później zapadł na chorobę nowotworową płuc. Umarł w Warszawie. Ciało zostało sprowadzone do Łowicza, gdzie w obecności przedstawicieli władz miasta, organizacji społecznych i kościelnych, po mszy żałobnej w Kolegiacie Łowickiej zostało z honorami pochowane na Cmentarzu Katedralnym.
W roku 2021, w 45-lecie jego śmierci, Rada Miejska w Łowiczu przyznała Zdzisławowi Pągowskiemu pośmiertnie tytuł "Zasłużony dla Miasta Łowicza", a pod Basztą Gen. Klickiego w Łowiczu otwarto instalację o kształcie sztalugi, upamiętniającą artystę.

## Twórczość

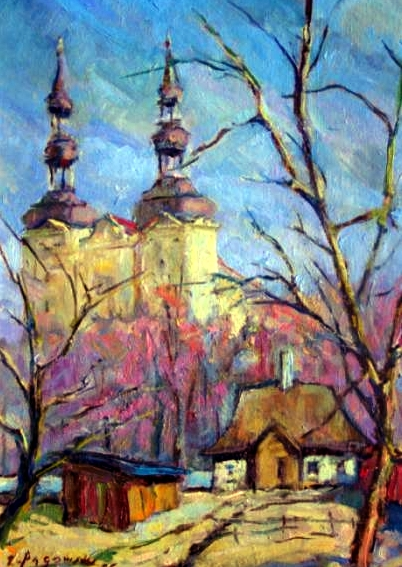
Kolegiata Łowicka

Uprawiał zarówno malarstwo sztalugowe, jak i ścienne, rzeźbił w piaskowcu, glinie i drewnie, projektował sztandary (cechowe, harcerskie i szkolne), tablice pamiątkowe (brąz i kamień), pomniki i cmentarze wojenne (Łowicz, Sieradz, Bielawy i Kompina). Prowadził konserwację zabytkowych obrazów kościelnych (Kolegiata Łowicka i Kościół OO Pijarów w Łowiczu). Projektował również elementy wyposażenia kościołów (Kościół i Klasztor Sióstr Bernardynek w Łowiczu). Darzył zainteresowaniem także sztukę ludową, co przejawiało się m.in. we wspieraniu działalności lokalnych twórców.
Wśród technik malarskich stosowanych przez Zdzisława Pągowskiego istotną rolę pełnią m.in. kontrasty temperatury barw, syntetyzowanie formy, modelunek kolorystyczny i światłocieniowy, a w akwareli rozlewająca się technika wodna. Bardzo ważny był szkic, rysunek wykonywany na gorąco, służący jako temat dla obrazów olejnych, w których z kolei dominują świeże, słoneczne barwy.
Prace Zdzisława Pągowskiego przedstawiają architekturę Łowicza i okolic, pejzaż i folklor Ziemi Łowickiej, liczne portrety jej mieszkańców, ale również zabytki Gdańska, Kazimierza nad Wisłą, Lublina, Łodzi, Łęczycy, Płocka, Sieradza, Torunia i Zamościa, a ponadto architekturę Kresów Wschodnich. Motywy abstrakcyjne są rzadziej spotykane, ale obecne (np. obraz Montezuma). Obrazy Zdzisława Pągowskiego brały udział w licznych wystawach, zarówno zbiorowych, jak i indywidualnych, znajdują się też w posiadaniu muzeów i prywatnych kolekcji w Polsce i za granicą.

### Zbiory prac
Kilkaset obrazów olejnych, ponad tysiąc akwarel, dwa tysiące rysunków i duża liczba różnorodnych małych form plastycznych znajduje się obecnie w zbiorach muzealnych (Łowicz, Warszawa, Gorzów Wielkopolski, Płock, Sieradz i Bydgoszcz) oraz w zbiorach prywatnych w Polsce i poza granicami kraju. W roku 2009, w setną rocznicę urodzin artysty, miała miejsce wystawa jego dzieł w Muzeum w Łowiczu.

### Wystawy
- 1936 – wystawa zbiorowa w Łowiczu
- 1937 – Międzynarodowa Wystawa Sztuki i Techniki w Paryżu ("Exposition internationale des arts et des techniques appliqués à la vie moderne"), pawilon 11 - wystawa pokazująca proces kształcenia artystów w Polsce
- 1937 – Międzynarodowa Wystawa Sztuki w Budapeszcie

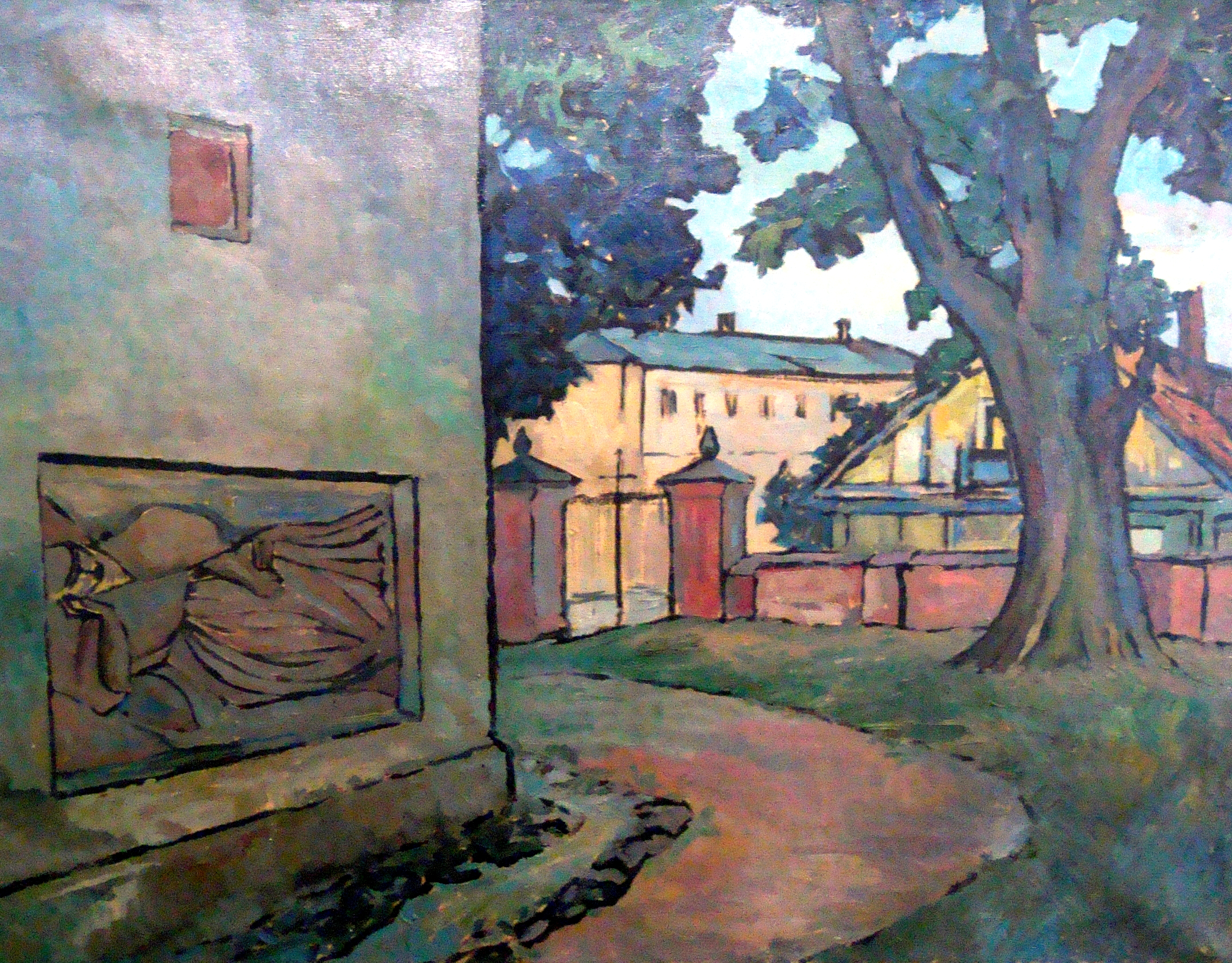
Łowicz, Wokół kościoła Św. Ducha

- 1947 – wystawa zbiorowa w Muzeum Narodowym w Warszawie Łowicz, Wokół kościoła Św. Ducha
- 1947 – wystawa zbiorowa w Muzeum Okręgowym w Radomiu
- od 1950 corocznie, do ok. 1960 – Salon Sztuki w Łodzi (Park Sienkiewicza)
- 1950 – wystawa indywidualna w Muzeum w Łowiczu
- 1961-62 – II Objazdowa Wystawa „Ziemia Łódzka w Plastyce” (Piotrków Trybunalski, Skierniewice, Tomaszów Mazowiecki, Rawa Mazowiecka, Łódź)
- 1962 – „Współczesna Plastyka Łowicka”

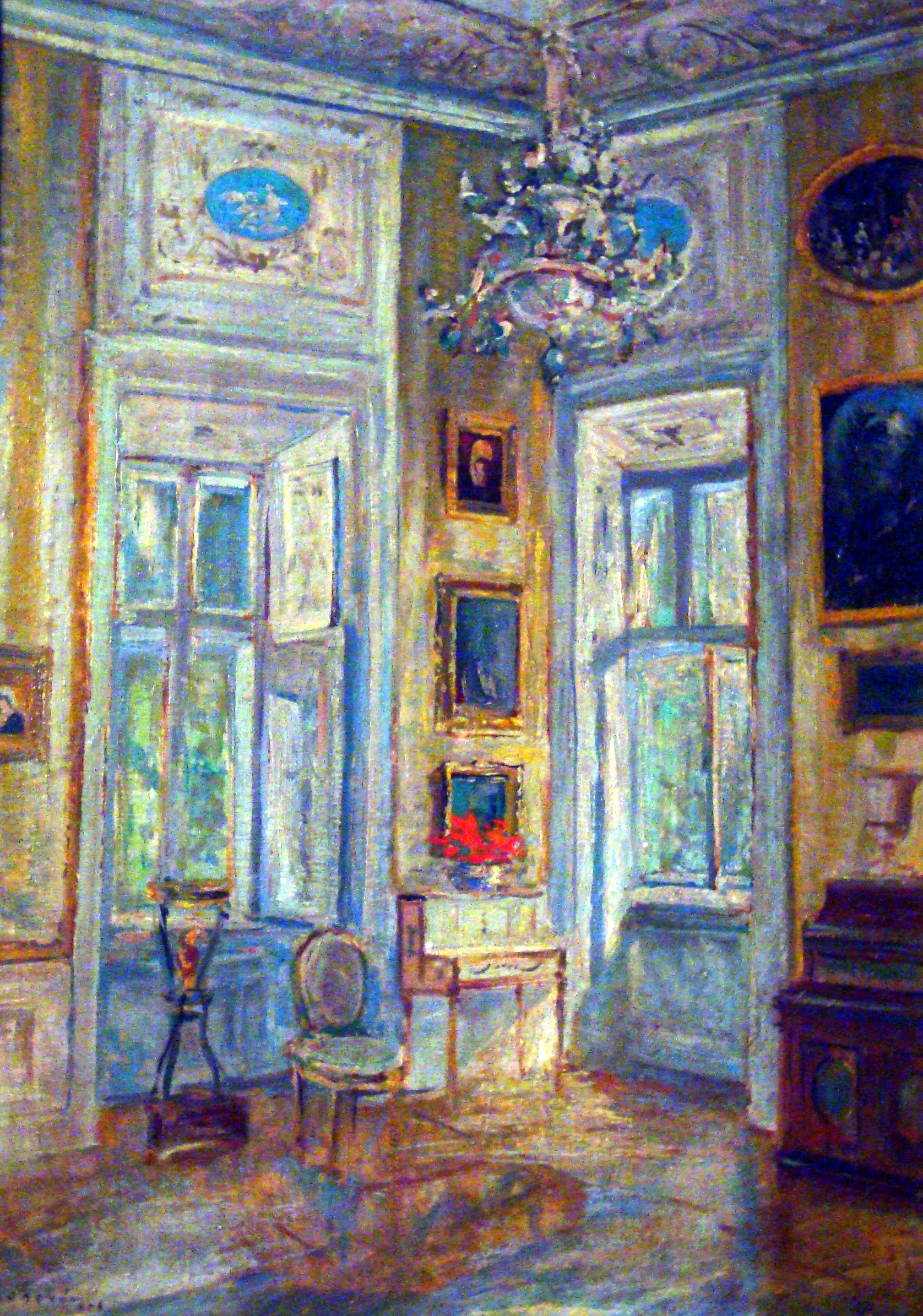
Wnętrza Pałacu w Nieborowie

- 1962 – wystawa indywidualna w Łodzi (Piotrkowska 102)
- 1962 – wystawa indywidualna w Sieradzu
- 1962 – wystawa indywidualna w Skierniewicach
- 1962 – wystawa indywidualna w Rawie Mazowieckiej Wnętrza Pałacu w Nieborowie
- 1962 – wystawa indywidualna w Gorzowie Wielkopolskim
- 1963 – 30 lat pracy artystycznej – wystawa indywidualna w Łowiczu
- 1971 – wystawa indywidualna w Muzeum w Łowiczu

Pośmiertnie:
- Lata 90. XX w. – udział prac w wystawach exlibrisów Tadeusza Przypkowskiego z Jędrzejowa.
- 1998 – wystawa monograficzna – Galeria Browarna, Łowicz
- 2000 – wystawa monograficzna – Galeria Browarna, Łowicz
- 2009 – wystawa monograficzna w setną rocznicę urodzin artysty – Muzeum w Łowiczu

### Recenzje i artykuły w okresie twórczości
- Ziemia – R. XXVI: 1936 nr 12., „Poznaj piękno Łowicza” (dot. wystawy prac plastycznych Z. Pągowskiego i J. Zielezieńskiego w Łowiczu 4-11.X.1936 r.).
- Dziennik Łódzki – 26, 27, 28 lipca, 2 i 3 sierpnia 1959
- Dziennik Łódzki – 10 października 1963
- Głos Robotniczy/Odgłosy – 10 listopada 1963
- Stolica – 17 listopada 1963 (nr. 46), „Arkadia, Nieborów i Żelazowa Wola w malarstwie Zdzisława Pągowskiego”
- Dziennik Łódzki – 18 grudnia 1963, 17 września 1964, 30 grudnia 1964, 20 stycznia 1966, 23 grudnia 1967, 12 marca 1971, 2 lutego 1972
- Dziennik Popularny (pośmiertnie) – 20 sierpnia 1976 Krynica Górska (akwarela)

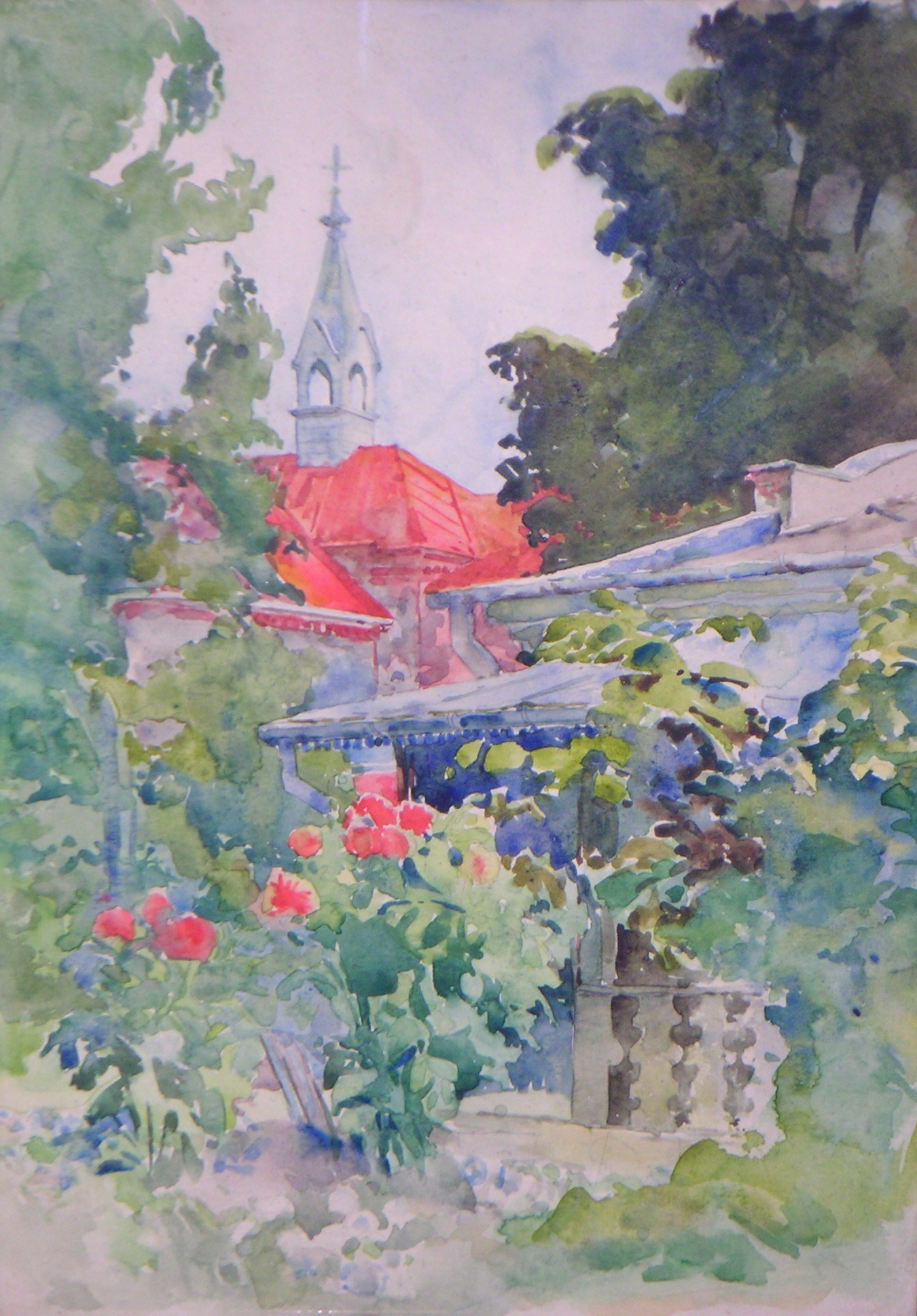
Krynica Górska (akwarela)

## Bibliografia

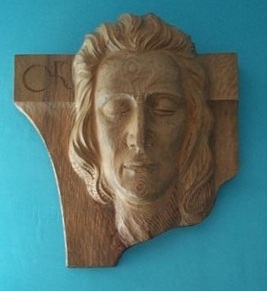
Fryderyk Chopin (rzeźba)

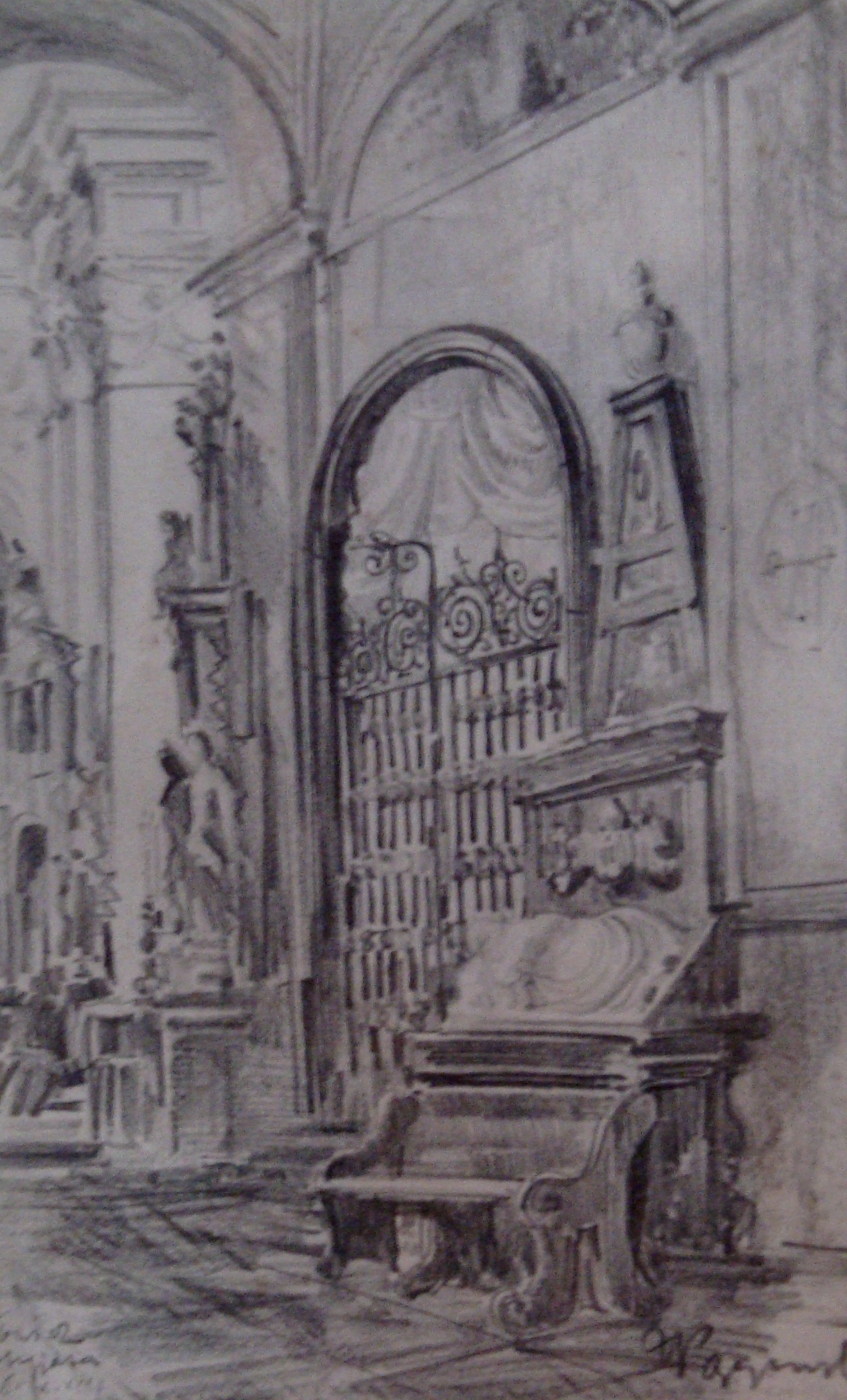
Kolegiata Łowicka (ołówek)